# Vulpes praeglacialis
Vulpes praeglacialis — вид вимерлих хижих ссавців родини псових (Canidae). Це був дрібний хижак, близький за розміром до сучасного песця. Мешкав у плейстоцені приблизно 550 000 років тому на території Європи.